# Världsmästerskapen i skidflygning 2018
Världsmästerskapen i skidflygning 2018 genomfördes i Oberstdorf i Bayern i Tyskland under perioden 18-21 januari 2018.

## Individuellt
Den individuella tävlingen genomfördes 19-20 januari 2018.
| Medalj | Hoppare                    | Poäng |
| Guld   | Daniel-André Tande (Norge) | 651,9 |
| Silver | Kamil Stoch (Polen)        | 638,6 |
| Brons  | Richard Freitag (Tyskland) | 627,6 |

## Lagtävling
Lagtävlingen genomfördes 21 januari 2018.
| Medalj | Hoppare                                                                         | Poäng  |
| Guld   | Norge Robert Johansson Andreas Stjernen Johann André Forfang Daniel-André Tande | 1662,2 |
| Silver | Slovenien Jernej Damjan Anže Semenič Domen Prevc Peter Prevc                    | 1615,8 |
| Brons  | Polen Piotr Żyła Stefan Hula Dawid Kubacki Kamil Stoch                          | 1592,1 |

## Medaljfördelning
| Rank  | Nation    | Guld | Silver | Brons | Totalt |
| ----- | --------- | ---- | ------ | ----- | ------ |
| 1     | Norge     | 2    | 0      | 0     | 2      |
| 2     | Polen     | 0    | 1      | 1     | 2      |
| 3     | Slovenien | 0    | 1      | 0     | 1      |
| 4     | Tyskland  | 0    | 0      | 1     | 1      |
| Total | Total     | 2    | 2      | 2     | 6      |